# Saint-Jean-en-Val
Saint-Jean-en-Val település Franciaországban, Puy-de-Dôme megyében. Lakosainak száma 352 fő (2022. január 1.). Saint-Jean-en-Val Bansat, Saint-Étienne-sur-Usson, Saint-Rémy-de-Chargnat, Sauxillanges és Usson községekkel határos.

## Népesség
A település népessége az elmúlt években az alábbi módon változott:
| Lakosok száma | 358  | 355  | 357  | 354  | 353  | 353  | 352  | 349  | 352  |
|               | 2013 | 2015 | 2016 | 2017 | 2018 | 2019 | 2020 | 2021 | 2022 |